# Шукачка (телесеріал)
«Шукачка» (англ. The Closer) — американський телевізійний серіал з Кірою Седжвік у головній ролі. Вона грає детектива Бренду Джонсон, яка пройшла навчання в ЦРУ та прибула до Лос-Анджелеса для керування спеціальним відділом з розслідування вбивств.
10 грудня 2010 року за бажанням головної героїні та продюсера було оголошено про заключний сьомий сезон серіалу. Згодом, у 2011 році — оголошено про роботу над спін-оффом серіалу під назвою «Особливо тяжкі злочини». Головну роль у ньому здобула Мері Макдоннелл, яка в «Шукачці» виконувала роль капітана Шерон Рейдор.

## Актори та персонажі
- Кіра Седжвік — Бренда Лі Джонсон
- Джордж Бейлі — Луї Провенца
- Корі Рейнольдс — Девід Габрієль
- Роберт Госсетт — Рассел Тейлор
- Дж. К Сіммонс — Вілл Поуп
- Тоні Денісон — Енді Флінн
- Майкл Пол Чан — Майкл Тао
- Раймонд Крус — Хуліо Санчес
- Філіп П. Кіін — Баз Ватсон
- Джон Тенні — Фріц Говард
- Джина Равера — Ірен Деніелс
- Мері Макдоннелл — Шерон Рейдор
- Рейчел Бостон — Дженніфер